# Боярское (озеро, Лоухский район)
Боярское — пресноводное озеро на территории Амбарнского сельского поселения Лоухского района Республики Карелии.

## Общие сведения
Площадь озера — 19 км², площадь водосборного бассейна — 301 км². Располагается на высоте 80,2 метров над уровнем моря.
Форма озера лопастная, продолговатая: оно более чем на десять километров вытянуто с северо-запада на юго-восток. Берега изрезанные, каменисто-песчаные, преимущественно возвышенные, местами заболоченные.
Через озеро течёт река Пулома, впадающая в Энгозеро. Воды Энгозера через реки Калгу и Воньгу попадают в Белое море.
С запада в Боярское впадают два водотока без названия, вытекающие из озёр Железного и Элимозера.
С севера в Боярское впадает ручей Тулинец, несущий воды озёр Борового и Тулинцы.
В озере более трёх десятков безымянных островов различной площади, однако их количество может варьироваться в зависимости от уровня воды.
На северном берегу располагается посёлок при станции Боярская, а также одноимённая железнодорожная станция, через которые проходят, соответственно, автодорога местного значения 86К-5 («Р-21 „Кола“ — Энгозеро — Гридино») и линия железной дороги Санкт-Петербург — Мурманск.
Код объекта в государственном водном реестре — 02020000711102000003115.

## Галерея

Боярское
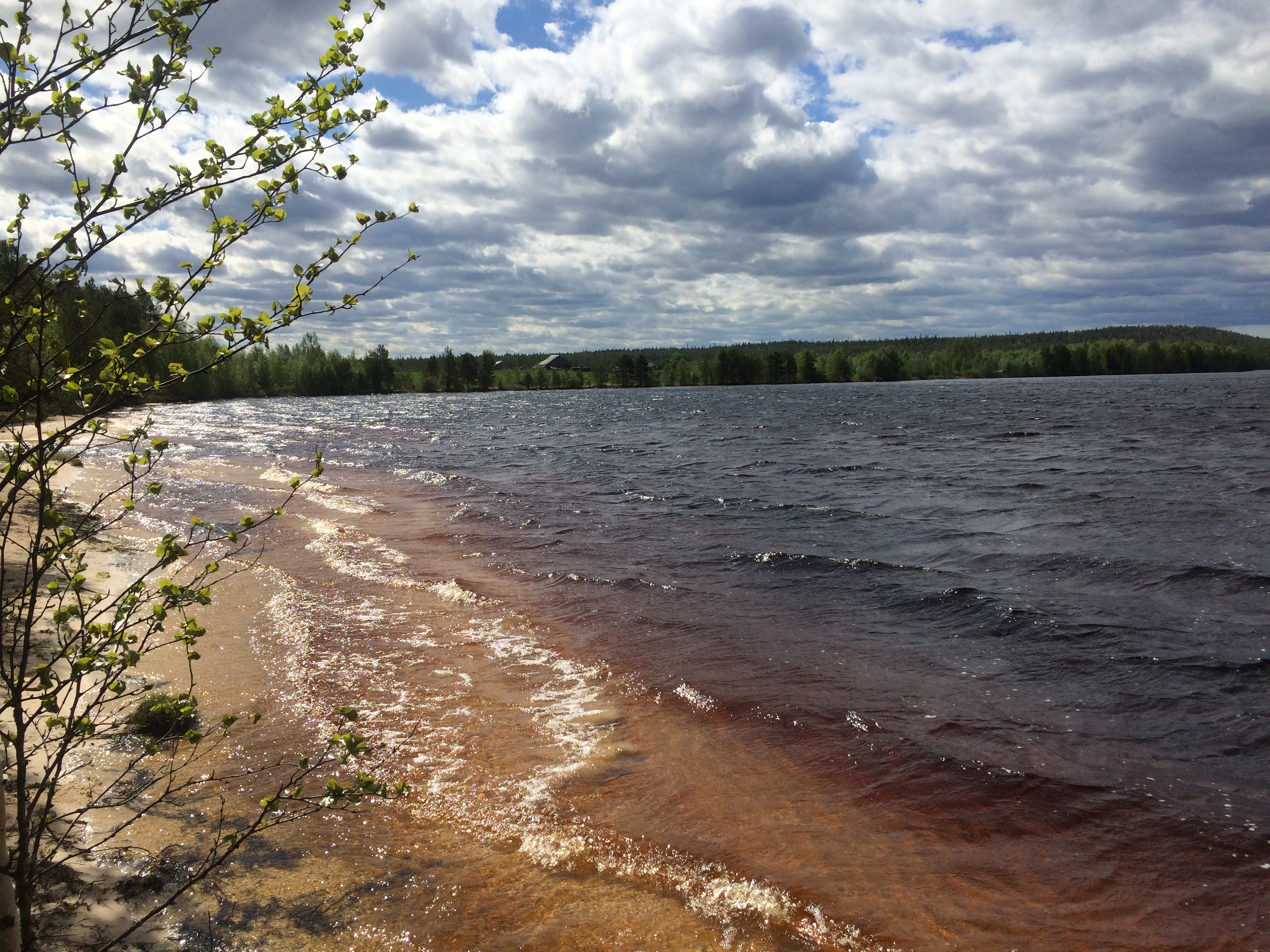
Вид на нежилую деревню Боярскую
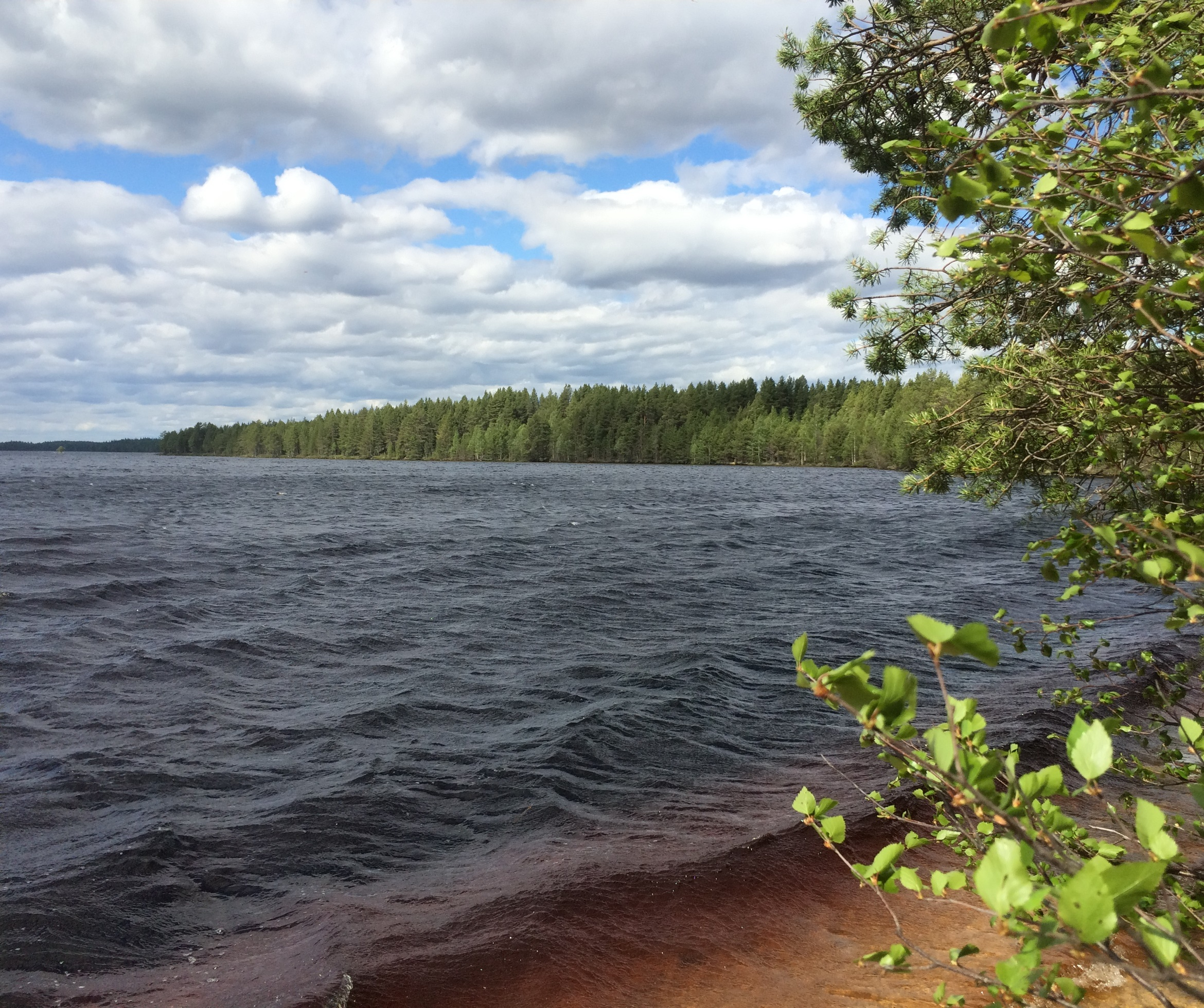
Вид с юго-восточного берега